# 中华人民共和国网络审查
- 關於中国对于网络技术产品、服务的安全性审查，請見「中华人民共和国网络安全审查」。
- 關於中国政府及中国共产党整体上开展的言论审查，請見「中华人民共和国审查制度」。
- 關於香港特別行政區政府對於互聯網內容上的審查、封鎖等，請見「香港網絡審查」。

中华人民共和国网络审查指中华人民共和国針对流动空间信息的审查和地方空间上网渠道的限制。
根据《国务院关于授权国家互联网信息办公室负责互联网信息内容管理工作的通知》，自2014年8月26日起，负责全国互联网信息内容管理工作，并负责监督管理执法，受中共中央的中央网络安全和信息化委员会领导。2018年之前的審查屬於行政行为。2018年3月起，国家互联网信息办公室為中共中央直属机构。
据美国非政府组织“自由之家”每年公布的涵盖全球70个国家和地区的“网络自由报告”，中国连续9年（2015-2023）成为世界上网络环境最差的国家，网络自由度持续处于较低位置。

## 背景
中国互联网络信息中心（CNNIC）于2019年2月28日在京发布第43次《中国互联网络发展状况统计报告》。截至2018年12月，网民规模达8.29亿，全年新增网民5653万，互联网普及率为59.6%，较2017年底提升3.8个百分点。全年新增网民5653万。手机网民规模达8.17亿，网民通过手机接入互联网的比例高达98.6%，全年新增手机网民6433万。截至2018年12月，网络购物用户规模达6.10亿，年增长率为14.4%，网民使用率为73.6%。截至2018年12月，手机网络支付用户规模达5.83亿，年增长率为10.7%，手机网民使用率达71.4%。截至2018年12月，网络视频、网络音乐和网络游戏的用户规模分别为6.12亿、5.76亿和4.84亿，使用率分别为73.9%、69.5%和58.4%。
从2000年起，中国大陸政府逐渐制定了多部关于互联网的法律，行政命令也相继实施。
2005年4月，由哈佛法学院、剑桥大学和多伦多大学共同组建的开放网络促进会（OpenNet Initiative）发表了一份关于中国大陸网络封锁的研究报告。报告称：“中国的网络过滤系统是全世界最发达的。比起其他有些国家的类似系统，中国的网络过滤范围广，手法细致，并且效果显著。整个制度包括多层次的法律限制和技术控制，牵扯到众多的国家机构，以及成千上万的政府职员和企业员工。”
实施网络审查最重要的设备防火长城，其关键部分的设计师为中国工程院院士、前北京邮电大学校长方滨兴，他也被网民称之为“中国防火墙之父”。
中共中央总书记江泽民在2000年接受美国知名记者迈克·华莱士专访时说：“我希望人们将从网上学习很多有用的事情，但无论如何，网上有时也有不健康的东西，特别是网上的色情内容──对我们的年轻人伤害很大。”而对于BBC和华盛顿邮报等没有色情的网站被封禁，江泽民表示：“他们被封锁是因为一些政治新闻。这一点我们要有选择性，正如美国同样有选择性。”他补充说：“一句话，是希望从因特网中接收有益于中国发展的信息，不管是文化的、经济的，各方面的。但是我们希望尽可能地限制一些不利于我们的。”

## 法律依据与规定

典型意义下GFW的线路拓扑

中国大陸政府对网络内容进行审查的方式多样、多层次、跨部门，對网络的审查是从“互联网接入服务提供者”到“各级人民政府及有关部门”的责任。中国大陸对境内网站实行审查的具体法律依据详见外部资料中法规一览。
网络“翻墙”可能涉及的违法甚至犯罪问题，是一个牵涉法学和网络技术的双领域问题。很多司法人员和学者不了解相关技术原理，而很多技术专家和鉴定人员，又不能准确理解相关法律，所以目前在定性、处罚、鉴定、研讨和论文写作中常能看到很多错误理解。

### 相关法源
-{zh-hant;zh-hans|
- 《计算机信息网络国际联网管理暂行规定》（1996年2月1日发布，1997年5月20日修订）
- 《全国人民代表大会常务委员会关于维护互联网安全的决定》（2000年12月28日发布初版，2009年8月27日发布修订版）
- 《互联网信息服务管理办法》（2000年9月25日）
- 《互联网电子公告服务管理规定》（2000年10月8日）（本规定已被工业和信息化部令第28号公布，自公布之日起施行的《工业和信息化部关于废止和修改部分规章的决定》废止）
- 《互联网站从事登载新闻业务管理暂行规定》
- 《互联网出版管理暂行规定》
- 《计算机信息网络国际联网保密管理规定》（2000年1月1日）
- 《电信设备进网管理办法》（2001年5月10日）
- 《中国互联网行业自律公约（页面存档备份，存于）》（2002年4月24日）
- 《互联网上网服务营业场所管理条例》
- 《互联网文化管理暂行规定》（2003年7月1日）
- 《关于网络游戏发展和管理的若干意见》
- 《互联网站禁止传播淫秽、色情等不良信息自律规范》（2004年6月10日）
- 《互联网IP地址备案管理办法》（2005年3月20日）
- 《非经营性互联网信息服务备案管理办法》（2005年3月20日）
- 《最高人民法院、最高人民检察院关于办理利用互联网、移动通讯终端、声讯台制作、复制、出版、贩卖、传播淫秽电子信息刑事案件具体应用法律若干问题的解释》
- 《互联网著作权行政保护办法》（2005年5月30日）
- 《互联网新闻信息服务管理规定》（2005年9月25日发布初版，2017年5月2日发布修订版）
- 《中国互联网网络版权自律公约》（2005年9月3日）[11]
- 《互联网医疗卫生信息服务管理办法》
- 《互联网药品信息服务管理办法》
- 《互联网视听节目服务管理规定》（2007年12月20日）
- 《计算机信息系统安全保护条例》
- 《计算机信息网络国际联网管理暂行规定》
- 《计算机信息网络国际联网安全保护管理办法》
- 《互联网上网服务营业场所管理条例》
- 《关于互联网中文域名管理的通告》
- 《互联网文化管理暂行规定》（2011年2月17日）
- 《全国人大常委会关于加强网络信息保护的决定》（2012年12月28日）
- 《电信和互联网用户个人信息保护规定》（2013年7月16日）
- 《电话用户真实身份信息登记规定》（2013年7月16日）
- 《最高人民法院、最高人民检察院关于办理利用信息网络实施诽谤等刑事案件适用法律若干问题的解释》（2013年9月5日）
- 《即时通信工具公众信息服务发展管理暂行规定》（2014年8月7日）
- 《关于审理利用信息网络侵害人身权益民事纠纷案件适用法律若干问题的规定》（2014年10月10日）
- 《互联网用户账号名称管理规定》（2015年2月4日）
- 《网络出版服务管理规定》（2015年2月6日）
- 《互联网危险物品信息发布管理规定》（2015年2月16日）
- 《互联网新闻信息服务单位约谈工作规定》（2015年4月28日）
- 《非银行支付机构网络支付业务管理办法》（2015年12月31日）
- 《互联网信息搜索服务管理规定》（2016年6月25日）
- 《移动互联网应用程序信息服务管理规定》（2016年6月28日）
- 《互联网广告管理暂行办法》（2016年7月4日）
- 《互联网直播服务管理规定》（2016年11月4日）
- 《中华人民共和国网络安全法》（2016年11月7日发布，2017年6月1日实施）
- 《移动智能终端应用软件预置和分发管理暂行规定》（2016年12月16日）
- 《工业和信息化部关于规范电信服务协议有关事项的通知》（2017年1月4日）
- 《工业和信息化部关于清理规范互联网网络接入服务市场的通知》（2017年1月22日）
- 《互联网信息内容管理行政执法程序规定》（2017年5月2日）
- 《网络产品和服务安全审查办法（试行）》（2017年5月2日）
- 《互联网新闻信息服务许可管理实施细则》（2017年5月22日）
- 《互联网论坛社区服务管理规定》（2017年8月25日）
- 《互联网用户公众账号信息服务管理规定》（2017年9月7日）
- 《互联网群组信息服务管理规定》（2017年9月7日）
- 《互联网新闻信息服务单位内容管理从业人员管理办法》（2017年10月30日）
- 《互联网新闻信息服务新技术新应用安全评估管理规定》（2017年10月30日）
- 《微博客信息服务管理规定》（2018年2月2日）
- 《互联网用户账号信息管理规定》（2022年6月27日）[12]
- 《互联网跟帖评论服务管理规定》（2022年11月16日）[13]

}-

### 具体条款
- 1996年2月1日中华人民共和国国务院令第195号发布的《中华人民共和国计算机信息网络国际联网管理暂行规定》（下称《暂行规定》）第六条：第六条　计算机信息网络直接进行国际联网，必须使用国家公用电信网提供的国际出入口信道。
任何单位和个人不得自行建立或者使用其他信道进行国际联网。

对于该条的处理参考第十四条：第十四条　违反本规定第六条、第八条和第十条的规定的，由公安机关责令停止联网，给予警告，可以并处15000元以下的罚款；有违法所得的，没收违法所得。
《暂行规定》中未对“国际出入口信道”定义。
在1997年12月8日根据《暂行规定》制定的《中华人民共和国计算机信息网络国际联网管理暂行规定实施办法》（下称《实施办法》）中也有类似与《暂行规定》第六条的条例：第七条 我国境内的计算机信息网络直接进行国际联网，必须使用邮电部国家公用电信网提供的国际出入口信道。
任何单位和个人不得自行建立或者使用其他信道进行国际联网。
《实施办法》对“国际出入口信道”的定义为：第三条 本办法下列用语的含义是：
（三）国际出入口信道，是指国际联网所使用的物理信道。
对该行为的处理为：第二十二条 违反本办法第七条和第十条第一款规定的，由公安机关责令停止联网，可以并处15000元以下罚款；有违法所得的，没收违法所得。
根据法条来看，由于大部分突破网络审查工具并非建立物理的信道，突破网络审查法理上并不违法；然而实际上仍有使用突破网络审查工具依此条例被罚的案例，详见中华人民共和国计算机信息网络国际联网管理暂行规定#相关案例和#判决和处罚。
- 2000年12月28日中华人民共和国第九届全国人民代表大会常务委员会第十九次会议通过的第七条

- 第十条

- 根据公安部33号令第五条规定

{{quote|-{zh-hant;zh-hans|第五条 任何单位和个人不得利用国际联网制作、复制、查阅和传播下列信息：
- （一）煽动抗拒、破坏宪法和法律、行政法规实施的；
- （二）煽动颠覆国家政权，推翻社会主义制度的；
- （三）煽动分裂国家、破坏国家统一的；
- （四）煽动民族仇恨、民族歧视，破坏民族团结的；
- （五）捏造或者歪曲事实，散布谣言，扰乱社会秩序的；
- （六）宣扬封建迷信、淫秽、色情、赌博、暴力、凶杀、恐怖，教唆犯罪的；
- （七）公然侮辱他人或者捏造事实诽谤他人的；
- （八）损害国家机关信誉的；
- （九）其他违反宪法和法律、行政法规的。}-}}

从而导致在互联网上查阅违法信息也算违法。
处理办法根据此法第二十条：第二十条　违反法律、行政法规，有本办法第五条、第六条所列行为之一的，由公安机关给予警告，有违法所得的，没收违法所得，对个人可以并处五千元以下的罚款，对单位可以并处一万五千元以下的罚款，情节严重的，并可以给予六个月以内停止联网、停机整顿的处罚，必要时可以建议原发证、审批机构吊销经营许可证或者取消联网资格；构成违反治安管理行为的，依照治安管理处罚法的规定处罚；构成犯罪的，依法追究刑事责任。
- 2008年1月31日起施行的规定

此规定一出就引发了对其合理及合法性的质疑。
- 2016年3月25日，工信部出台《中国互联网域名管理办法》草稿并公开征求意见，其中第三十七条规定

{{quote|-{zh-hant;zh-hans|第三十七条 在境内进行网络接入的域名应当由境内域名注册服务机构提供服务，并由境内域名注册管理机构运行管理。
在境内进行网络接入、但不属于境内域名注册服务机构管理的域名，互联网接入服务提供者不得为其提供网络接入服务。}-}}
這條規定引發了巨大的爭議。在國務院法制辦的公開徵求意見網頁系統中，用戶甚至反而無法評论此条。有評論指出，如果強制執行此規定，國外的微軟、蘋果、中國國內的淘宝、百度、网易、搜狐、騰訊財付通甚至官媒CCTV都會受到很大影響。有舆论认为，一旦執行此規定，中國大陸網路可能會与世界彻底隔绝。工信部對此回應，媒体对个别条款存在误解。该办法与全球域名管理体系没有根本性冲突，相关条款重点要求在境内接入的网站应使用境内注册的域名，不涉及在境外接入的网站，不影响用户访问相关网络内容，不影响外国企业在华正常开展业务。
- 2016年11月7日，全国人大常委会通過了《中华人民共和国网络安全法》，該法將於2017年6月1日施行。该法规定禁止发表损害国家团结、扰乱经济秩序或企图推翻社会主义制度的内容，要求“关键信息基础设施”运营商在中国大陸境内储存个人信息和重要商业数据，并向安全机构提供“技术支持”，以及通过国家安全审查等。[23]
- 2019年12月15日，中華人民共和國国家互联网信息办公室發佈《网络信息内容生态治理规定》[24]，規定了服務平台及內容創作者合法發表言論的範圍，同時亦鼓勵他們創作符合中國大陸官方價值觀的內容，另外亦嚴禁網絡暴力、人肉搜索及操縱帳號等行為，有媒體稱這規定為是中國大陸迄今推出的最為全面、最為嚴厲的網絡審查和信息控制舉措之一。其中有兩條細則引起關注，包含：

{{quote|-{zh-hant;zh-hans|第六条 網絡信息內容生產者不得制作、複製、發布含有下列內容的違法信息：(十一)法律、行政法規禁止的其他內容。

第七條 網絡信息內容生產者應當採取措施，防范和抵制制作、複製、發布含有下列內容的不良信息：(九)其他對網絡生態造成不良影響的內容。}-}}
該法的「其他內容」段落因為無法判別標準，被廣泛視為含糊缺少邏輯，沒有法律該具備的明確性，且如何判斷、詮釋也沒有指引。觀察人士指出，鼓勵內容生產者宣傳、推廣意識形態性質的內容，雖然對怎樣審查、如何處理違規者等細節沒有提及，但可能造成網評與自我審查先過度反應，最終使所有中性、理性、深入的討論排除在外，今後只有規定「毫無意義」的好消息佔據網路。
- 2021年11月14日，中华人民共和国国家互联网信息办公室出台《网络数据安全管理条例（征求意见稿）》并征求意见（未实施）[26]，其中第四十一条提到：

这是中华人民共和国政府首次于法律法规草案中承认网络审查设施的存在，并将网络审查设施命名为「数据跨境安全网关」。
- 2022年8月1日，中国大陸网信办发布的《互联网用户账号信息管理规定》正式生效，该规定要求互联网账号须填写真实职业，且IP属地会被披露，而部分专业领域账号的注册更须提供核验材料[27]。
- 2022年12月15日，《互联网跟帖评论服务管理规定》正式生效，首次将“点赞”视作评论的一种。另外該規定指出公众账号必须主动审查网民留言。有专家指出，这意味着网民可能因点赞的内容而受到来自平台或当局的惩罚。[28]
- 2023年10月31日，微信公众号、新浪微博、百度百家号、今日头条、小红书、哔哩哔哩、快手称，因“监管部门”要求，将对50万粉丝以上涉及时事、军事、财经、法律、医疗领域的自媒体实行前台实名[29][30][31][32]。

### 禁止内容和行为
-{zh-hant;zh-hans|
1. 未经允许，对计算机信息网络功能进行删除、修改或者增加的；
2. 反对宪法确定的基本原则的；
3. 危害国家统一、主权和领土完整的；
4. 煽动抗拒、破坏宪法和法律、行政法规实施的；
5. 泄露国家秘密，危害国家安全或者损害国家荣誉和利益的；
6. 煽动民族仇恨、民族歧视，破坏民族团结，或者侵害民族风俗、习惯的；
7. 破坏国家宗教政策，宣扬邪教、迷信的；
8. 散布谣言，扰乱社会秩序，破坏社会稳定的；
9. 宣传淫秽、赌博、暴力或者教唆犯罪的；
10. 侮辱或者诽谤他人，侵害他人合法权益的；
11. 危害社会公德或者民族优秀文化传统的；
12. 损害国家机关信誉的；
13. 煽动非法集会、结社、游行、示威、聚众扰乱社会秩序的；
14. 以非法民间组织名义活动的；
15. 含有法律、行政法规禁止的其他内容的。[33]

}-

### 地方立法
2007年12月20日，广东省十届人大常委会第三十六次会议上通过。其中规定：

在发生重大突发事件，危及国家安全、公共安全及社会稳定的紧急情况下，可以采取二十四小时内暂时停机、暂停联网、备份数据等措施。

## 措施
1995年以来，中国大陸已经颁布了60多项法规来规范互聯網活动。在2000年代初政治状况比较敏感的日子，政府要求网管对法轮功和六四等题材的政治網站進行严格封锁。自2004年中，大陆以打击网上色情为由查封网站。

### 行政手段

#### 網絡监控
政府辖下公安部门（主要是网警）、国家安全部门、新闻管理部门、通信管理部门、文化管理部门、广播电影电视部门、出版部门或保密等部门的工作人员，监控全中國大陆的论坛、网志、聊天室和私人的即时通讯、电子邮件等互联网资讯。要过滤和获取有关情报信息，他們通常使用的技术有域名劫持、关键字过滤、网络嗅探、网关IP封锁和电子数据取证等等。這些工作人員會判断内容，严格禁止、删除各类被认为是有害的信息；查禁、封堵和阻断可能会利用互联网造谣、诽谤或者发表、传播的有害信息，例如關於“煽动颠覆国家政权、推翻社会主义制度”、“煽动分裂国家、破坏国家统一”、“煽动民族仇恨、民族歧视，破坏民族团结”、“窃取、泄露国家秘密”、邪教和淫秽的信息。同時對特定人群實行網絡監視，並後台阻斷敏感人士的網絡通信。
從2006年5月起，有关部门開始招募网络监督员。他们定期接受相关部门的指导，利用业余时间监察网络出现的“不文明行为、违法和不良信息”，及时通过电话、电子邮件、不定期参加会议等方式向相关单位提出监察意见。有些网络安全保安分公司，會招收网络保安员。网络保安没有执法权，他們主要通过网络监控，为服务单位及时删除各种不良信息，及时叫停违法行为，向网监部门报警。
2014年11月6日，国家互联网信息办公室召开跟帖评论管理专题会，并要求29家网站签署《跟帖评论自律管理承诺书》。《承诺书》第三条提出的“坚持用户以真实身份信息注册账号”被认为是强制实行实名账户评论，而第五条要求禁止发表的信息中出现的“要求使用本网站常用语言文字以外的其他语言文字评论的”“与所评论的信息毫无关系的”“所发表的信息毫无意义的，或刻意使用字符组合以逃避技术审核的”舆论认为是要求网站指定细化措施强化监控。

#### 行政處罰和司法追究
不仅发表、制作“不良信息”者会面临处罚，阅览相关信息者也曾出现被调查、逮捕的案例，后一点在中国大陸亦引发争议。臺灣民主基金會在2010年的报告中称，由于发表或传播网络言论、信息而入狱者为世界最多。

#### 对中国境外平台账户的追踪和威胁
上海警方于2021年5月发布的一份招标文件显示，其试图通过供应商“搜寻境外平台发布相关内容的账号，并利用技术手段查找其境内个人信息，并获取该人境内信息”，即“境外社交平台账号落地”，中标价格为9800元/次。据信这是为了通过威胁用户在中国的家人，或是当用户返回中国时拘捕，以迫使其删除帖子或整个账户。

#### 网上舆论引导
除了被动地封网之外，中国大陸也大力发展官方网站，积极进行网上宣传。香港城市大学教授李金銓说，中国大陸全部网站的10%是由政府直接建立和经营的，各级人民政府建立了多个主要新闻网站。
由半公开和公开（如江苏省宿迁市）的消息，人民政府招收网络评论员，由他们以普通网友的身份，引导“正确导向”，普及“党和政府的方针政策”。这种网络评论员被大陆网民称为“五毛党”。
2015年8月5日据华尔街日报引用新华社的报道，中国政府将网络警察嵌入科技公司中，以防止欺诈和“散布谣言”等犯罪活动。
2020年，人社部與市场监管总局、国家统计局將互联网信息审核员列入工种。

#### 实名制与备案
1997年12月11日国务院批准、1997年12月30日公安部发布了《计算机信息网络国际联网安全保护管理办法》。《管理办法》第十一条明确规定：“用户在接入单位办理入网手续时，应当填写用户备案表。备案表由公安部监制”，要求通過ISP接入互聯網的個人與單位在公安部門備案，留存個人與單位信息。在此之前，這些資料只在ISP留存，或者由ISP向公安部門遞交。
相关规定在1999年下半年，即中國的第一次互聯網高潮時開始执行。2002年後很長的時間裡，相關備案的執行弱化。在2006年7月，重慶市公安局出台了《关于加强国际联网备案管理的通告》，要求在家中上网须向公安机关备案，如有違反，轻则将被警方警告，重则将被停机半年。雖然早有相關規章依據，但在新一波的網絡言論收縮的背景下，該規定引發極大的關注與爭議。可能是迫于舆论压力，该《通告》在之后的审核中未予通过。
2005年， 中国政府开始对南大小百合， 水木清华， 北大未名等一系列高校BBS开始实行实名制， 禁止校外IP使用论坛。
另外，中國大陸也要求对网络接入、网吧、信息发布网站、电子邮件、游戏等实名备案。特别是2005年2月份以来，信息产业部要求境内所有网站主办者必须通过为网站提供接入、托管、虚拟主机等服务的IDC、ISP来备案登记，或者登录信息产业部备案网站 （页面存档备份，存于）自行备案。无论是企、事业单位网站，或是个人网站，都必须在备案时提供有效证件号码。此外，网络支付（尤其使用余额支付的人民币钱包）、在联网应用程序上进行用户注册（基于移动电话号码等），亦需要实名备案。而一些公共Wi-Fi也采取实名认证方式，需通过用户手机号码（为符合实名制要求，大多数公共Wi-Fi只能使用国内手机号登录）和短信获取的密码登录才能使用。
2010年，重庆市以“打击黑恶势力”为由，制定法规要求强制执行网络实名制，并监控腾讯QQ群，民众短信等内容。此举引发广泛争议。
根据2016年11月7日通过的《中华人民共和国网络安全法》第二十四条规定，网络运营者为用户办理网络接入、域名注册服务，办理固定电话、移动电话等入网手续，或者为用户提供信息发布、即时通讯等服务，在与用户签订协议或者确认提供服务时，应当要求用户提供真实身份信息。用户不提供真实身份信息的，网络运营者不得为其提供相关服务。这是中国大陆首次以法律形式明确网络实名制。2022年12月1日起生效的《中华人民共和国反电信网络诈骗法》也明确了网络实名制。该法规定对涉诈异常的电话卡、银行卡、互联网账号可以采取重新实名核验、“二次认证”等措施，并根据情况采取相应处置措施。
2017年11月22日至24日浙江烏鎮網際網路大會，中國公安部門推出一種全新的證件“網證”，全名叫「居民身份網路可信憑證」（英語：Cyber Trusted Identity），根據中國公安部說法，這種憑證是基於法定身分證件數據，使用國密演算法加密，由CTID平臺對法定身份證件上的訊息進行數據脫敏演算法，與法定身份證件一一映射的數據文件，由CTID平臺簽發給個人的網路身份憑證。中國公安部亦承認，該憑證對防止其他用戶以及人員竊取用戶信息有保護隱私的作用，但假設中國公安部和中國網路信息主管部門需要時是可以隨時調用，中國民眾輸入網證登錄上網，將會處於中國主管部門的監控之下，等同於隱私是由國家掌控。
随着移动互联网的技术发展，一些不法分子开始钻法律漏洞开发违法应用程序。《中华人民共和国反电信网络诈骗法》为此规定，移动互联网应用程序必须经通信主管部门许可、备案以及核验开发运营者的真实身份信息。2023年8月9日，中国工业和信息化部要求移动互联网应用程序開展备案工作，在该国境内从事互联网信息服务的APP主办者，要依照《中华人民共和国反电信网络诈骗法》、《互联网信息服务管理办法》等规定履行备案手续，未履行备案手续的，不得从事APP互联网信息服务。2023年9月至2024年3月底，《通知》发布前开展业务的APP向其住所所在地省级通信管理局履行备案手续。2024年4月至2024年6月底，电信主管部门将组织对APP备案情况开展监督检查，对仍未履行备案手续的APP进行处置。网络接入服务提供者、应用分发平台、智能终端生产企业不得为未履行备案手续的APP提供网络接入、分发、预置等服务。

#### 国内外公司合作
中国大陸政府采用思科、北方电讯、甲骨文公司、3Com和微软等外國公司提供的技术来封锁网络。微软在中国大陸的MSN博客空间（已关闭，最后名称是Windows Live Space）设置了过滤器。Google在2006年1月推出Google.cn的時候，任何有违背中国政府要求的内容都被过滤，例如其news.google.cn上的中国版新闻上拿掉了被中国大陸政府封锁网站内容的存档。雅虎中国更被指帮助中国大陸调查网上异见人士（见师涛“非法向境外提供国家机密”案）。下列是中国大陸政府要求境外公司进行网络审查的案件，这些情况只存在于中国大陆：
中国雅虎的网页被阿里巴巴收购，与雅虎集团其他国家的网页颜色及风格几乎完全不同，是一个除了“雅虎”名称与Yahoo还有关联以外已完全独立的网站，雅虎的国际服务（例如Flickr）在雅虎中国无任何链接。而雅虎所有国家版本的视频内容均被防火长城封锁。另外中国雅虎的搜索引擎也屏蔽了维基百科的网址。中國雅虎於2013年9月1日起停止營運。
中国大陸版TOM-Skype（非简体中文国际版），是TOM集团旗下北京讯能网络有限公司TOM在线和Skype于2004年11月在中国大陆联合推出的Skype中国版即时通讯软件。Skype指TOM-Skype在2006年已經按照中国大陸政府的规定，使用文本过滤器来监控敏感信息。不过包含敏感关键字的信息会在客户端被丢弃，故对用户的隐私并无威胁。TOM集团在声明中称：“作为一家中国公司，我们必须遵从中国的规章制度。我们对此没有其他评论”。不过，TOM-Skype后来在未经Skype同意的情况下擅自改变了该过滤器的功能，存储了部分用户的信息。随后，Skype的总裁Josh Silverman在Skype官方网志上发表声明，表示自己公司很“无辜”和“无奈”。受此影响，微軟於2013年第一季在全球用Skype替換Windows Live Messenger的方案，將中國大陆排除在外。2013年11月8日，TOM在线在其TOM-Skype页面发布对用户的公告，称将于2013年11月24日正式将Skype在中国大陸的营运权移交微软。2013年11月26日，《光明日报》和方正集团的合资公司光明方正与微软正式宣布达成战略合作，开始负责中国市场的营运。据报，新的中国大陸版Skype不再像TOM在线时代那样内置关键词过滤，在中国大陆服务器上储存用户聊天记录，改为使用境外的微软服务器且数据传输的过程经过加密。
微软的Bing（必应）搜索引擎中国版（cn.bing.com），服务器位于中国大陸，因其会按照中国大陆的意思动态审查政治词汇，故受到的干扰或封锁次数较少。搜索时，如果结果被隐藏了某些已知网页，页面底部即会显示“为回应符合本地法律要求的通知，部分搜索结果未予显示。有关详细信息，请参阅此处。”
在中国大陆售卖的装有Android操作系统的智能手机，包括摩托罗拉、三星、HTC等，均把境外版Android手机常附带的所有Google应用程式删除，例如提供影片分享及下载的「YouTube」、官方应用商场「Google Play」、社交网络服务「Gmail」等。中国大陆用户需要自行重新刷机或破解Root权限后，重新安装Google Play服务及其程序才能使用Google相关的应用服务（但部分品牌除外，例如国行版本的部分手机已经预装Google Play服务，用户可直接重新安装程序）。但装有Android系统的水货智慧型手机，譬如HTC并没有在中国大陆正式发售过的HTC Legend等机型，则不受此影响。在2012年5月4日传出的工业和信息化部对“Google”商标及应用进行限制的消息，其内容为：移动终端产品出厂不允许有Google字样及相关应用，包括Google标识、应用，包括Google搜索、Google书签和Google浏览器等与有关的字样，违者不进行任何行政审批。工信部後来否认此事。
在Google地图中，国际版（含其他地区版，中国版除外）地图中，中国大陆地图出现严重偏差，整块中国大陆向东南偏东错误移位约半公里，而卫星视图则正常。造成位置错误的原因是中国大陸官方要求所有在中国大陸运行的地图服务商要加装“国家保密插件”（亦称加密插件、加偏或SM模组），以“保障国家安全”。此插件会将真实的坐标加密成虚假的坐标（如“GCJ-02”），且此加偏并非线性加偏，所以各地的偏移情况都会有所不同。一些国际性的互联网应用服务（如Foursquare等apps），通常使用国际版地图的API来显示位置，这会造成显示中国大陸地图视图时出现偏差、漂移的情况。Android等手机在中国大陸使用GPS定位也会出现不准确的情况。国家测绘地理信息局在2012年2月宣布，Google在华合资公司北京谷翔信息技术有限公司已于2011年11月提出互联网地图服务测绘资质申请，在资质审批过程中，其互联网地图服务可维持现状，但不得增加新的互联网地图服务内容。
2013年4月，《每日电讯报》及《金融时报》有报道称，苹果公司为了“取悦”中国大陸政府，主动从应用市场iTunes Store的中国区中取消了一个网络应用程序“经典书城”，而这款软件可以让读者看到一些被中国大陸政府禁止的10本书。而就在此前，苹果公司首席执行官蒂姆·库克向中国大陸顾客就苹果公司的售后服务作出道歉。此前，苹果受到中国大陆媒体媒体长达数日的尖锐批评，称苹果的售后服务“内外有别”等。有分析认为，此次官方围剿苹果公司，更可能是向苹果施加压力，目的在于推动苹果与中国大陸官方合作，将中国大陸区的苹果应用市场推广“备案”制度，将其纳入中国大陸官方的审查监管大网。在本次事件发生前，香港独立时政杂志《陽光時務週刊》，在中国大陸区原有iPad客户端，大陆用户可自由下载购买，但有部门要求苹果将其下架，苹果随后照办。另外，苹果公司也按照要求，注册中国大陸域名apple.com.cn并在工信部与北京市公安局申请ICP证（10214630）及网络安全备案号（11010500896）以挂于首页底部，而别国政府均没有如中国大陸般要求其必须申请ICP等证的案例。
TripAdvisor在中国大陆推出的中国版网站到到网，也不得不向中国大陸官员证明，其中国大陸版网站将会删除与西藏有关的讨论。并且，页面底部的“其他国家TripAdvisor站点”也删除了台湾版网站的链接。
LinkedIn（領英）於2012年4月成立北京代表處。2014年2月25日，增設簡體中文版本。領英將中文網站7%的股份，讓給兩家頗有背景的中國大陸風投公司。公司使用軟件算法和人工審閱相組合的方式，在中國大陸的中文和英文網站上，對中国大陆認為具有政治敏感性的內容進行審查。如果發佈的內容被禁，用戶會收到電郵通知，稱帖子中包含「在中國大陸遭到禁止的內容」，「將不會被LinkedIn在中國的大陸會員看到」。同時，領英沒有為中文用戶提供某些重要功能，比如創建或加入群組，或是張貼長篇文章，而其他地方的用戶就可以開展公開討論、組建社區。曾有一些來自其他國家的用戶，發現自己在中國大陸境內發佈的英文帖子，在全球範圍內也遭到了屏蔽而感到很憤怒。領英之所以採取這一類做法，是不想讓中國大陸用戶接觸到任何可能會引來棘手政府審查的內容。2014年9月，領英放寬了這項政策，讓那些在中國大陸封禁的帖子可以在其他地方顯示出來。在2011年2月24日，因為有用戶在網站上傳播「中國茉莉花革命」的消息，網站遭防火長城屏蔽，而該網站此前並未遭到屏蔽。網站在翌日被解封。同年3月11日，LinkedIn在刊登的最新公司简介中说，中国大陸封闭其网站的可能性对在该公司首次公开募股中投资的人构成一种新的风险。公司不能保证中国大陸政府不会较长时间或者永久性地屏蔽其网站。
2020年12月的报道显示，总部位于美国加州的远程会议服务软件公司Zoom的中国雇员配合北京政府扰乱谈论六四天安门事件的视频会议，并关闭多位美国用户的账号。
根據中國「駐華外國記者協會」(the Foreign Correspondents' Club of China ,FCCC)今天(22日)發布的聲明，指中國的「防火長城」(Great Firewall)線上審查機制，封鎖國內民眾進入將近四分之一獲北京核准在中國進行報導的外國新聞網站。
還有，中国大陆以法规的形式要求互联网服务提供商（ISP）互联网内容提供商（ICP）不得制作、复制、发布、传播任何被认为有害的信息。如发现后，应当立即停止传输，保存有关记录，并向国家有关机关报告。

#### 處罰海外公司
中國大陆預定於2009年7月1日起，要求在境內新生產和銷售的電腦進行全面預裝綠壩·花季護航。中國大陸政府稱安裝軟體的目的在於保護未成年電腦使用者，誤闖入色情網站等有害內容。然而该软件和政府大规模的推行软件预装措施招致诸多媒体异议。至今并未实行。
在政策推行前夕，中国大陆媒體於2009年6月高調譴責Google傳播色情資訊，並一度對Google旗下的服務進行封鎖。
根據中国中央电视台2009年6月的《焦点访谈》，在Google中输入关键字“儿子”，它下面却出现了这样的一些选项“儿子母亲不正当关系”等等十个选项。
根据Google自己的数据，“儿子母亲不正当关系”这个关键词，在2009年6月18日央视“三板斧”使用三个主力新闻节目报道出这个事件，中国大陆媒体密集批判谷歌中国之前一周，搜索量才开始急剧上升，在也就是6月17号达到巅峰，并且这些搜索近100%都是由北京的用户完成的。

#### 网吧管理
中國政府要求網吧上网者实名登记，同时要求网吧必须安装“网吧安全管理软件”。同时也规定各省市网吧必须安装“文化监管系统”。
由国务院制定条例要求网吧经营者：
1. 建立场内巡查制度，发现上网消费者的违法行制止并向文化行政部门、公安机关举报。
2. 核对、登记并保存上网消费者的有效身份证件和记录有关上网信息。

### 技术手段

#### 防火长城
防火长城是对中华人民共和国政府在其互联网边界审查系统的俗稱,中国网信办稱其為數據跨境安全網關。涉及方法包括IP封锁、域名服务器缓存污染、深度包检测、TCP重置攻击、主動探測攻擊、ESNI封鎖等。

#### 内容过滤软件
中国大陆政府原定于2009年7月1日起，要求在中国大陆新生产和销售的电脑进行全面预装，后迫于舆论压力而取消该规定。

#### 网站一键关停
2017年8月3日，公安部在全国范围内开展“网站一键关停”演练，包括微软云服务的中国区网站在内的多家云服务提供商均受到影响。这是“一键关停”功能首次进入公众视线。

## 突破網絡審查
突破网络审查或突破网络封锁，俗稱翻墙、科學上網等，通常特指在中国大陆绕过互联网审查技术（DNS污染、IP封锁、TCP重置攻击、路由黑洞、深度包检测、等），突破防火长城，实现对网络内容的访问。突破网络审查的软件通常被称作翻墙软件，俗称梯子。
中國公司曾有研发翻牆瀏覽器。2019年11月，中国有一家公司推出“中國大陸首款合法翻墙浏览器”酷鳥瀏覽器。。2020年10月，奇虎360子公司上海豐炫推出Tuber翻牆瀏覽器，但因為大量下載而下架。目前这两款浏览器已经无法使用。
據德國之聲報導，如此顯示官方允許翻牆管道低調存在，對中國大陸而言，外網的經營、蒐集內容以及學術知識對其很重要，但避不開政治問題，可能是因此才批准了瀏覽境外網站的工具。《美國之音》引述自由之家（Freedom House）的分析指出，合法的Tuber還給人們提供了一種網路自由的錯覺，但是相关软件会对访问的内容和用戶进行审查。據研究，中國翻牆用戶超過一億，涉及的海外業務與宣傳規模均相當大。

2017年根據市場研究機構全球網路指數的調查研究估測，中國使用"VPN"翻牆用戶高達9,000萬人。

## 案例

### 被切断服务的提供商
- 2007年8月23日，河南电信关闭紫田机房，400台服务器中断六天。最后被迫移到杭州机房。
- 2007年8月30日，广东汕头中断了厦门蓝芒科技以及中客科技1,600多台服务器，上万个网站受到影响。
- 2007年9月，四川成都“世纪东方”和广东汕头“中客科技”两家互联网提供商被切断服务。中国政府关闭的理由是这些网站出现大量违规的文章。

### 被管制或限制的网站
中国严格限制国内一些影响稳定的学术、思想、维权网站，部分国内公網BBS与学术思想维权网站被关闭或限制功能，如：2000年3月31日中国政府关闭由黄琦创办的大陆网站《天网寻人》；关闭《公民维权网》《宪政论衡》等网站；2005年關閉成立於2002年的自由中国论坛。2005年后，中国部分高校BBS只对校内IP开放。中国也限制了一些有激进行爲的网站的活动。例如关闭了部分激进反日网站、一些有严重排外倾向的网站、曾经在1999年发动网民攻击美国网站的中国黑客联盟和中国红客联盟等。对产生重大影响的国外内容发布网站（比如Wiki、网志、聊天室、论坛、个人主页等服务提供网站），也常常予以封锁，或者限制其与中国网络审查有冲突的部份功能。

#### 封锁境外网站
一些设在中华人民共和国管辖境外的站点（多为中文站点）被防火长城（GFW）完全或部分屏蔽。

#### 私人博客
- 2009年，北京中学生郑界涵在其个人博客中透露在十一国庆前长时间练习彩排首都各界庆祝中华人民共和国成立60周年大会之况，因而遭校方严重警告，除了被迫删除信息，关闭个人博客之外，并被威胁如果行为不改将会使他的学业受到严重影响。[95]

### 针对网络封锁的公民诉讼
- 杜冬劲（网名yetaai）于2007年4月28日以宽带用户身份起诉中国电信违反宽带服务合同，要求解释其网站（realcix.com）不能被访问的原因。2008年4月此案最终一审二审均败诉。一审上海浦东人民法院认为网站不能访问，并不能证明宽带服务有故障，中国电信无罪，判原告败诉。二审上海市第一中级人民法院维持原判。
- 刘晓原律师于2008年6月起诉搜狐屏蔽其博客文章，法院拒绝受理。
- 新疆西部律师事务所网站因报道高莺莺案被关，张元欣律师起诉其主机服务商，法院拒绝受理。
- 胡星斗在2008年起诉网络服务商切断了他的网站的服务，理由是含有非法内容，最终胡星斗胜诉。
- 汪龙于2014年9月4日在深圳法院起诉中国移动封锁谷歌，同年11月8日，深圳市福田法院对于其起诉中国移动，因“原告汪龙经本院传票传唤，无正当理由拒不到庭”而撤诉。[96]

### 判决和处罚
据無國界記者组织称，因从事互联网活动而被监禁的中国人目前已经从2001年时的3人跃升至了2007年的65人。

#### 1998年
- 林海 1998年被捕，以“煽动他人颠覆国家”罪名入狱两年[98]。

#### 2000年
- 黄琦 2000年6月3日被捕，判处有期徒刑5年[99]。

#### 2002年
- 刘荻 2002年11月9日以涉嫌參加「非法組織」被捕及超期羁押，2003年11月28日出狱、免于起诉[100]。

#### 2003年
- 蔡陆军 2003年3月3日被批捕，后被以涉嫌煽动颠覆国家政权罪起诉，判刑三年[101]。
- 杜导斌 2003年10月29日被拘留，煽动颠覆国家政权罪被判四年，缓期执行[102][103]。
- 罗长福 2003年3月13日，因网上呼吁释放刘荻以煽动颠覆国家政权罪被捕，11月被判三年。
- 江楠2003年12月在新华网上批评中国政府镇压“六四”，2004年2月起遭软禁，2006年出逃英国，在逃。[104]
- 王小宁，2002年9月1日因涉嫌煽动颠覆国家政权，被北京市国家安全局刑事拘留，2002年9月30日被逮捕。2003年9月12日，以煽动颠覆国家政权罪判处王小宁有期徒刑10年，剥夺政治权利两年。

#### 2004年
- 郑贻春 2004年12月3日被捕。2005年9月22日以煽动颠覆国家政权罪，判处有期徒刑7年，剥夺政治权利3年[105]。
- 师涛 2004年11月24日被捕，后以“非法向境外提供国家机密”罪判处10年有期徒刑[106]。
- 韩某、钟某 2004年8月9日被四川某市警方抓捕，理由是他们浏览了黄色网站。[107]

#### 2005年
- 刘逸明 2005年5月1日被刑事拘留，5月30日被以涉嫌煽动颠覆国家政权罪正式逮捕，7月21日无罪释放。

#### 2006年
- 8月15日，高智晟被秘密拘捕，9月21日，以煽動顛覆國家政權罪被正式拘捕。12月21日，北京市第一中級人民法院以煽動顛覆國家政權罪判處高智晟有期徒刑三年、緩刑五年[108]。
- 9月6日，张建红被煽动颠覆国家政权罪刑事拘留，2007年1月12日不公开审理，一审判处六年徒刑。

#### 2007年
- 董伟、王子峰、扈东臣等人因在百度贴吧高唐吧发帖批评政府做假，在1月1日被刑事拘留，被拘留的原因是涉嫌“侮辱”、“诽谤”现任山东省高唐县委书记孙兰雨，关进看守所达二十多天[109]。
- 7月，济南警方指控一位23岁女网民“红钻帝国”在舜网论坛发帖“内容有明显的唬人噱头，营造了暴雨过后的恐怖气氛，里面有灾害造成多少人死亡的虚假信息”，警方后以“散布谣言，故意扰乱公共秩序”为由对其进行治安拘留。[110]
- 8月，陈树青因网上发表言论被以煽动颠覆政权的罪名判處4年有期徒刑[111]。
- 12月28日，胡佳被北京市公安局国内安全保卫总队以涉嫌颠覆国家政权罪刑事拘留。

#### 2008年
- “SS山地师”（网名），在4月30日因为在论坛里转帖而被山东高密警方拘留了五天。[112]
- 江苏镇江网民汤某发帖称要“抢奥运火炬”被京口分局拘留了十天。[113]
- 辽宁大连刘某，河北廊坊刘某、山西运城张某、河南焦作曲某，在5月12日称“北京将有比较强的地震”、“汶川地震系人为”，并在相关贴吧里发帖，被分别处以治安处罚或训诫，其中行政拘留2人。[114]

#### 2009年
- 2009年11月12日，重庆人谢苏明在天涯论坛帖子《王立军说，对待困难群众要像对待亲人一样》中回帖“草，虚伪的政客，别个和××公司老板是干亲家得嘛，干亲家（也许）有干股份撒。”后第二天“被劳教”一年。[115]

#### 2010年
- 刘晓波
- 谭作人

#### 2011年
- 冉云飞
- 任建宇劳教案
- 2011年4月22日，重庆涪陵区市民方洪于腾讯微博发消息：“勃起来窝了一驼屎，叫王立军吃，王立军把这驼屎端给检察院吃，检察院端给法院吃，法院端给李庄律师吃，李庄说，这驼屎太臭了，谁窝的，谁自己吃。”4月24日方洪被重庆涪陵区公安局网监警察治安拘留。4月28日重庆劳教委因“虚构事实扰乱公共秩序”决定对方洪劳教一年，此案被称为“一坨屎”劳教案。[116][117]

#### 2012年
- 2012年3月31日，因原中共中央政治局委员薄熙来与王立军事件，在网上传播“军车进京、北京出事”网友李某、唐某等6人被予以拘留，新浪微博与腾讯微博被迫关闭评论整顿3天，多家网站被关闭。[118][119][120]
- 2012年7月，新浪微博用户、女模特王某“馨儿徽安”发布消息称“整天和政府的领导吃喝。警花只是一个称呼而已，打着警花、模特的称号天天陪领导吃喝谈项目、招商引资。”并发女警制服照片，被北京市丰台区法院以招摇撞骗罪判处有期徒刑9个月，缓刑一年。[121]王某也成为因冒充警察发帖获刑的第一人。[122]
- 2012年10月12日，毛某于2月10日将中华人民共和国国家安全部高官邱进等人乘飞机带王立军从成都赴京的国航CA4113次航班乘员信息相关信息公布到互联网上，国家安全机关对毛某行政拘留7日[123]。

#### 2013年
- 2013年4月，有十余名网友因发帖声称的各地H7N9禽流感疫情与政府发布的消息不同，获5至10日行政拘留[124][125]。
- 2013年4月20日，一自称地震局内部人员的网民在百度贴吧发帖散布地震谣言，成都市公安局对其予以行政拘留。[126][127]
- 2013年5月9日，28岁的北京市丰台区人马某（女）在其微博上编写“京温女孩被七名保安强奸，警察拒不立案”等博文被警方抓获。[128]22日，京温事件女孩男友等13人因利用互联网散布袁利亚“离奇”死亡信息先后被警方抓获。[129]
- 秦火火

#### 2014年
- 2014年3月两会期间，民生观察网站负责人刘飞跃因拒绝警方要求的“在两会期间不能发帖”而被行政拘留。[130]
- 2014年7月30日，创办维吾尔在线的伊力哈木·土赫提被乌鲁木齐市人民检察院以“分裂国家罪”的罪名提起公诉，[131]9月23日被判无期徒刑。[130][132][133]
- 2014年7月，江苏“海霞播报”负责人孟海霞因在网上发帖被行政拘留5天。[130]
- 2014年8月9日，公安机关查处及拘留85名“网上编造传播谣言人员”，其中徐州男子陈某因在微信朋友圈转发消息，被以扰乱公共秩序为名行政拘留。[130][134]
- 2014年8月15日，快播科技公司法人兼总经理王欣以“传播淫秽色情信息”的罪名被捕。[135]
- 2014年8月，西安维权人士罗光明因转发了一条关于新疆莎车事件的消息到微信而遭行政拘留。[130]
- 2014年10月，在网上发帖实名举报官员行贿的山东青岛维权人士隋双胜在囚禁了一个多月后被批准逮捕。[130]
- 2014年11月4日，北京IT人士许东被北京西城区德胜门派出所警察带走，以“涉嫌寻衅滋事罪”关入北京第一看守所。舆论认为与他开发反审查软件“枫叶香蕉”有关。[130]
- 2014年11月19日，来自四川、重庆、浙江、吉林、上海的7位维权人士到浙江乌镇世界互联网大会现场周边示威，呼吁互联网自由，不久遭到警方逮捕。[130]

#### 2016年
- 2016年8月24日，邓杰威因在网上销售用于翻墙的Shadowsocks服务“飞越SS”、“影梭云”被中国公安逮捕，并被东莞市人民检察院以犯「提供侵入、非法控制计算机信息系统程序、工具罪」向东莞市第一人民法院提交公诉，一审判有期徒刑九个月。”[136][137][138]
- 2016年下半年以来，河南籍研究生高搭建VPN，又研发出4个版本的加速器软件并出售相关账号並獲利1100万元。後江苏泰州公安海陵分局將其移送至海陵区人民检察院审查并起诉。2019年12月27日该案开庭，没有当庭宣判[139]。
- 2016年10月，共识网遭执政府勒令关闭。该網站創辦人周志興稱，當局認為共識網是傳遞錯誤思想的平台。[140]

#### 2017年
- 2016年夏天起，刘冰洋开始提供基于Shadowsocks的"翻墙"服务。2017年3月30日被河南省新野县公安局逮捕。2017年12月28日，刘冰洋被河南省新野县人民法院一审以提供侵入、非法控制计算机信息系统的程序、工具罪判处有期徒刑三年，缓刑五年，罚金100000元，并没收300000元。[141]
- 2017年9月，在南京市某网络企业从事软件开发工作的赵某，因向他人出售翻墙服务，被南京浦口警方根据《中华人民共和国网络安全法》的有关规定处以行政拘留3天、没收相關收入共计1,080元的处罚。[142][143]
- 2017年10月，广西壮族自治区平南县检察院以涉嫌非法经营罪批准逮捕犯罪嫌疑人吴向洋并移送审查起诉[144]，最終吳向洋因非法经营罪被法院判處沒收經營所得80萬元人民幣，罰金50万元人民幣、有期徒刑五年零六个月[145]。
- 钟祥市人刘小康在Shadowsocks基础上开发，自2017年1月起以名为“天眼通”的网站向网民提供翻墙服务。同年10月13日，刘小康被刑事拘留，11月15日被逮捕。判决书写到，被告人刘小康非法获利2662280.26元。湖北省咸宁市咸安区人民法院于2019年1月29日判决刘小康「有期徒刑三年，缓刑四年，并处罚金500000元，没收全部违法所得」。[146]
- 新密市人孙东洋（doub.io逗比根据地站长）于2016年4月起，使用家中电脑通过租用境外服务器创建网站，在网站上出售翻墙软件账号及引导使用教程，直接获利87704.05元。"到案"后，相關收入已退缴。2018年11月12日，孙东洋被公安机关传唤到案，2018年11月15日被新密市公安局取保候审，2019年3月21日被新密市人民检察院取保候审，2019年4月2日被新密市人民法院取保候审。2019年5月31日新密市人民法院判处孙东洋犯「提供侵入计算机信息系统程序、工具罪」，判处「有期徒刑三年，缓刑四年，并处罚金人民币二万元，退还赃款87704.05元，并将在案扣押的作案工具电脑予以追缴」。[147]
- 2017年10月，江苏无锡新吴警方拘捕包等3名翻墻软件"云梯VPN"制售團隊成員，並將“云梯VPN”所有服务器连接切断[148][149]。

#### 2018年
- 2018年，岳阳人王、孙、欧阳在网上销售能提供"翻墙"服务的名为“粒子云加速器”的VPN软件。同年4月，销售软件行为被岳阳县公安局网技大队发现。同年5月，岳阳警方在岳阳市区抓捕王、孙和欧阳三人并将其行政拘留。截至被捕时，三人共向26人次销售了VPN软件，获利近千元[150]。
- 在某证券管理公司从事软件开发工作的戴，在2016年4月，创建了网站，并在网站上出售VPN翻墙软件的账户。同时租用中国境外服务商的一些服务器，向所出售的账户提供可以访问中国IP不能访问的外国网站服务。戴于2017年10月10日被抓获，截至2017年10月，戴共计向数百人次提供VPN服务。在法院审理期间，戴退还盈利所得人民币1万元。2018年10月，上海市宝山区人民法院宣判戴提供侵入、非法控制计算机信息系统程序、工具罪一案，判处有期徒刑三年，缓刑三年，并处罚金人民币一万元[151]。

#### 2019年
- 2019年1月初，一份印有重庆市荣昌区公安局公章的《被传唤人家属通知书》显示重庆荣昌的黄成城因涉嫌“擅自建立、使用非法定信道进行国际联网”被当地警方传唤[152][153][需要較佳来源]。
- 2019年1月4日，广东省南雄市公安局发布《韶雄公(网)行罚决字 [2019]1号》文件[154]。网络上流传的《行政处罚决定书》内容显示，「朱云枫被指控自2018年8月至12月，使用自己的手机安装蓝灯（英語：Lantern Pro）翻墙软件，连接自己的宽带进行翻墙上网」，后被认定为「擅自建立、使用非法定信道进行国际联网」而被警告并被罚款1000元。[152]。
- 2019年2月，陕西省网民赵卫东因传播批评委内瑞拉危机的相关消息遭到行政处罚并罚款。[155]
- 2019年3月，自由亚洲电台报道称：四川蓬溪网民庞志勇被当地公安发现使用名为“无界一点通”的软件"翻墙"，27日遂溪县公安局依据《计算机信息网络国际联网管理暂行规定》第六条对其施以行政处罚[156][需要較佳来源][157]。
- 2019年4月，山西省大同市浑源县任因“2016年以来多次使用SSR一键式搭建软件访问境外网站，2019年3月至今使用该软件非法获利1800元”被浑源县公安局根据《计算机信息网络国际联网管理暂行规定》第六条、第十四条以及《中华人民共和国计算机信息网络国际联网管理暂行规定实施办法》第七条、第二十二条第一款之规定作出“责令停止联网、警告并处罚款3000元、没收非法所得1800元的行政处罚”[158]。
- 2019年4月，陕西13名网友因涉嫌在QQ群传播來自中國以外的對中共當局以及領導人不友好的資訊而被捕。2020年9月，咸阳市秦都区判处13名網友1年半到3年不等的刑期[159]。
- 2019年4月，周因「对外租售自己搭建的中国境外VPS服务器，并传授VPN通道搭建、使用方法」，被连云港警方以《中華人民共和國網絡安全法》第27条、第63条为由行政拘留2日[160]。
- 2019年5月，浙江省海宁市一外贸企业因“由于业务需要”“使用‘翻墙软件’访问境外网站”而被当地警方认定为“擅自建立、使用非法定信道进行国际联网”并被根据《中华人民共和国计算机信息网络国际联网管理暂行规定》施以行政处罚。该新闻见于浙江日报报业集团旗下的浙江新闻网并被一些媒体转载，但在一段时间后被广泛删除[161]。
- 2019年10月31日，浙江省杭州市拱墅区检察院以提供侵入、非法控制计算机信息系统程序、工具罪，批准对朱某逮捕。檢察院指控朱某以易创（济宁）网络科技有限责任公司法人代表身份於2019年4月至9月期间，與刘等人通过“全球服务商贸”“游戏淘卡联盟”等淘宝店提供"翻墙"服务。[162]。
- 2019年至2020年10月期間，浙江舟山市定海區環南街道一男子張韜使用藍燈VPN訪問維基百科，當地警方給予行政處罰[163][164]。

#### 2020年
- 2020年4月19日，生活在北京的公益志愿者蔡伟、陈玫，以及蔡伟的女友小唐3人因在端点星网站上备份2019冠狀病毒病疫情相关文章被警察带走，以“涉嫌寻衅滋事罪、包庇罪”被执行指定居所监视居住。[165]
- 2020年5月，陕西省安康市汉滨区公安通过新浪微博说他们「发现杨某于2019年9月安装并使用多款VPN翻墙软件「建立非法信道进行国际联网」，依《网络国际联网管理暂行规定》第六条、第十四条规定对其传唤、警告并罰款人民幣500元[166][167]。」
- 2020年6月，YouTube頻道「陳老師來了」的創作者陳宇鎮由於長期翻牆並在推特公開批評中國當局的防疫政策，以及提供翻牆技術給教會，最終於海南省三亞市被捕，6月11日，中國政府指控其涉嫌煽動顛覆國家政權罪和提供侵入、非法控制計算機信息系統的程序、工具罪[168][169]。
- 2020年7月，重庆市北碚区18岁的吴姓少年在个人网站中发布了有关利用VPN、翻墙软件访问「境外网站」的教程。当局认定为这些文章为「违法有害信息」，以违反《计算机信息网络国际联网安全保护管理办法》第五条而对其「当场训诫」。[170]这篇报道自称「采访报导」，但其看起来没有清楚地表明其是否确实对处罚及其内容进行了事实检查（例如去电当地公安等）。[需要較佳来源]
- 2020年7月28日，湖南省常德市津市市公安通过其微信公众号说「当地网安大队民警发现一居民陈自2019年2月起利用其购买的「Shadowrocket」"翻墙软件"「接入境外网络并浏览境外色情网站」。当地警察认定陈的行为属于「建立非法信道进行国际联网」，并以《中华人民共和国计算机信息网络国际联网管理暂行规定》第六条、第十四条之规定对陈进行了「警告处罚」」。这一案件被归作「净网2020」活动的一部分。[171][172][需要較佳来源]
- 据浙江省政务服务网的行政处罚结果信息显示，自2020年1月1日至2020年9月4日，浙江省因“擅自建立、使用非法定信道进行国际联网”被行政处罚的案件共有58起，其中1起的处罚对象为企业，其余57起均为个人。[173]
- 2020年12月，遼寧省鐵嶺市開原市一人因传播VPN工具而遭到行政警告處罰[174]。

#### 2021年
- 5月10日，自从2009年就开始在Blogger上发表博文的阮晓寰（网名“编程随想”）在上海家中被以煽动颠覆国家政权罪逮捕。其博客内容包括各种网络安全、技术教学、翻墙方法以及政治评论，时间跨度约为4497天。被逮捕后一审判决煽动颠覆国家政权罪判刑七年、剥夺政治权利两年，没收个人财产两万元。
- 11月17日，江西省赣州市中级人民法院的微信公众号通报称，赣州一学生曹某搭建两个网站并提供“翻墙”软件下载，行为构成提供侵入、非法控制计算机信息系统程序、工具罪，被判处有期徒刑二年六个月，缓刑四年。同時江西省赣州市中级人民法院警告，民众“翻墙”到境外网站看综艺节目、查资料也属于违法行为。[175]
- 12月，银川市金凤区公安分局网安大队民警在工作中发现该区一网民利用“翻墙”软件在推特浏览色情内容，将该网民抓获。警方还发现另一网民使用其个人手机，利用shadowrocket软件翻墙注册并使用google邮箱。警方对两人给予警告并处罚款。[176]

#### 2022年
- 1月12日，河北省南宮市互聯網信息辦公室通過其微信公衆號通報稱，民警發現該市一劉姓居民使用非法定信道进行国际联网并浏览境外淫秽色情网站。該居民被「網安大隊」處以行政警告。[177]
- 2022年2月1日，ITDOG.cn网站检测工具（四川云邦畅想科技有限公司）站长接到了市网信办的电话，要求其下架网站被墙检测工具，并建议不留提示，直接关闭下架。工作人员说是省网信办下来的任务，ITDOG算是被点名了。3月3日，时隔一个月，再次接到市网信办的电话，要求去市网信办配合处理这个事，当天下午，该站站长到达，得知省网信办要求市网信办从严从重处理网站负责人，另外还看到办公室有关于ITDOG的很厚一本档案，好在关闭及时，ITDOG得以正常运营。[178]
- 9月，甘肅蘭州七里河公安分局网安大队警察發現辖区內有人使用VPN翻墙。10月21日，七里河警察來到上海将制作、销售VPN翻墙软件的陈某某逮捕。[179][180]
- 2022年7月，某省科技厅公务员付某与某理工大学学生王某因开发销售翻墙软件，被移送山东省莱阳市人民检察院，后被莱阳市人民法院判处有期徒刑3年，缓刑3年，并处罚金人民币10万元，同时责令其退赔赃款[181]。

#### 2023年
- 2023年3月，乔鑫鑫发起了“拆墙运动”，呼吁中华人民共和国消除互联网审查制度。同年5月，乔鑫鑫于老挝失联，之后中国公安在老挝警方的协助下被带回中国，并以涉嫌煽动颠覆国家政权正式逮捕乔鑫鑫，目前被羁押在湖南衡阳的一间看守所。[182]
- 7月20日，赣州开发区公安分局网安大队发现自2023年3月，朱某某通过租用服务器、网站域名搭建网站，用于出售具有突破国家网络安全防护，访问境外网站功能的“翻墙”工具期间，为多人提供非法“翻墙”服务获利7万余元。[183]
- 8月16日，山東省阳信县公安局网安大队会同信城派出所前往调查，发现李某强等6人正在使用VPN登录大量Facebook账号做跨境电商交易，於是当场扣押手机10部、电脑23台。警方发现李某强自2021年成立公司以来购买10000余个Facebook账号，雇用他人向境外销售假冒轻奢品牌商品从中牟利，涉案价值100余万元。李某强被阳信县公安局刑事拘留，其他5人被警方行政處罰。[184]
- 8月28日，南昌市青山湖公安分局网安大队接到上级下发的一条线索：辖区内有人利用钉钉、微信等即时通讯工具向互联网“投毒”。网安大队迅速展开工作，经过连续奋战三天的突击摸排、侦查、审讯、证据固定，成功抓获并处置违法行为人董某某。经查，违法行为人董某某自2023年6月至8月期间，多次利用VPN进行“翻墙”，在telegram聊天软件上从事互联网黑灰产行当。目前公安机关已对违法行为人董某某责令其停止联网，行政警告并处罚款15000元。[185]
- 9月24日，一位程序员公开了承德双桥公安分局针对其翻墙行为发出的行政处罚决定书、答辩状和查询财产通知书等文件图片。该局以涉嫌“恐怖活动”的名义查扣了财产和相关物品。尽管被证实与“恐怖活动”无关，但该局仍旧以“非法翻墙”没收了相关财产共计100余万元。此事引起轩然大波[186][187][188]。据第一财经报道，承德市政府自2018年以来，罚没收入保持较快增长[189]。

#### 2024年
- 3月18日，四川工业科技大学电子信息与计算机工程学院的一则通知显示，一名学生因近期多次翻墙浏览境外网站并将部分内容搬运转发至微信群中，被处以警告处分。[190]
- 8月7日，福建省宁德市寿宁县公安局网安大队联合国保大队查处一名“翻墙”浏览境外网站信息的龚姓男子，并对其作出行政处罚[191]。
- 8月28日，山西省有媒体通报，何某在上网时打开并下载了他人转发“翻墙”软件，非法浏览境外网站和信息。网安大队派遣色头镇派出所将何某传唤至长子县公安局，处以行政处罚。[192][193]

### 北京奥运期间
2001年，中華人民共和國取得2008年奥运会举办权，当时中国奥申委秘书长王伟说，“我们将给予在中国采访的传媒完全的自由度”。据法新社报道，他們曾讨论是否在北京奥运会期间放宽防火長城（GFW）的屏蔽限制。
2008年4月1日，维基百科外文版和英国广播公司新闻网（英文版）被率先解封；7月初，陆续有雅虎香港、《星岛日报》、《明报》、台湾中央社、香港赛马会、TVBS电视台、东森电视、美国在线中文版、《中国时报》、《世界日报》、《亚洲周刊》、《星洲日报》、《亚洲时报》、Google Blogger和Flickr图片社区网站被解除屏蔽；7月底，大批外国记者们在北京的奥运新闻中心发现即使中国大陆已解封大批网站，但仍然有很多新闻媒体网站无法自由瀏览，其他有关西藏独立、六四、法轮功及色情网站亦都无法登入。美国的大新闻机构如《纽约时报》、《时代杂志》网站可以接通，但其他一些外国媒体网站，仍然需要通过代理服务器才能登录。7月30日，记者们向国际奥组委投诉要求兑现承诺全面开放互联网。国际奥组委听到有关互联网的问题之后，与北京官员进行了会谈。
7月31日，国际奥委会新闻委员会主席高斯帕（Gosper）说：“我也是最近才得知，当初的确有些奥委会官员和中国协商，同意（奥运期间）屏蔽一些敏感网站。”“我这些年的确多次说过，奥运期间新闻完全自由，如果诸位因为我的这些讲话而受到误导，我向你表示道歉。”当被质疑国际奥委会主席罗格在两周前还说絕不会对外国记者进行网络封锁时，他表示，国际奥委会以前提供了不完全信息。很显然，曾经在某个场合达成了其所不知道的某种协议。世界多家媒体和人权组织对中国大陆政府违背网络自由的承诺、在北京奥运新闻中心封锁敏感网站表示反对。
7月31日下午，一些相对于中国政府的敏感网站也开始被解除屏蔽，包括中文维基百科、香港《苹果日报》、台湾《自由时报》、英国广播公司BBC News 中文、德国之声、美国之音、自由亚洲电台、人权观察、国际特赦组织和无国界记者等。中国大陆政府的解释是：“现在中国进入信息化时代，地球村时代，所有外国网站，应对外国运动员和媒体开放。因为言论不会对中国造成多大伤害，而且，许多信息本来也就是外国的信息，这些外国人回去也同样知道。”北京奥组委官员孙伟德在8月2日说，“北京奥运会期间，中国将为外国记者接入国际互联网提供充分的便利，外国记者在中国、在北京利用互联网报道奥运会的渠道是顺畅的。少数网站浏览有障碍，主要是因为他们传播的一些内容是中国法律禁止的。根据中国的法律，不得通过互联网传播违反法律的信息，如宣扬“法轮功”邪教，以危害国家利益。希望媒体尊重中国有关法律法规。”
解除网络屏蔽后，多间国际新闻机构对此表示欢迎和肯定，并希望中国政府能善意对待一些负面报道而不是封锁，亦能把此开明措施在奥运会之后继续保持下去。
奥运会结束数月后，中国政府重新开始封锁部分海外新闻网站，包括德国之声、BBC、美国之音、法广、澳广、加拿大广播电台等新闻机构的中文网站。此外，根据基地在美国的非盈利维权组织“自由之家”16日发布的新闻稿，这次遭中国政府封闭的还有一些被视为敏感的网站，包括无国界记者、香港《明报》和《亚洲周刊》。在12月16日的中国外交部例行记者会上，多位外国记者询问中国政府在奥运期间对某些外国新闻网站中文网页解除封锁，现在却又恢复，到底这些被封锁的网站违反了什么法律。外交部发言人刘建超表示，中国总体上是采取对外开放的政策，但是中国和其他国家一样，对于网站还是要依法做必要的管理，某些网站确实存在违反中国法律的事情。有评论认为，中国大陆此次收紧舆论控制是为了防止经济危机进一步转化为社会与政治危机。
2022年冬季奧運期間，北京同樣做了放鬆處理，選手村全區域與記者下榻的酒店開放訪問國際互聯網。

### 国际会议網絡特權
2014年11月，由北京主辦的亞太經合組織（APEC）會議的新聞中心，提供的網絡服務不過濾任何網站，記者可自由登入Facebook、Twitter、Google、英國廣播公司等外國網站，是中国大陆首次在大型國際活動期間全面開放互聯網。外交部發言人華春瑩在例行記者會上表示：「中國互聯網是開放的，我們將依法進行管理。如我們承諾過的，有關部門將為峰會圓滿舉行竭盡全力。媒體中心設施齊全，是專門為高標準提供相關服務而建造，包括互聯網服務。」
同年11月19日－21日，在浙江烏鎮舉行的第一届世界互聯網大會上，中國主辦方為與會者提供的無線網絡「iWifi-Wuzhen」同樣可以瀏覽所有網站，其中包括BBC News中文、德國之聲、自由亞洲電台、美國之音等在內長期被防火長城屏蔽的境外媒體網站。據報，只有登記使用「iWifi-Wuzhen」才有此「網絡特權」，而嘉賓、記者，甚至普通遊客們均可登記使用。iWifi是峰會召開前夕，由中國電信特別設置的，保證會議期間5萬人同時上網無壓力。網管措施的臨時解禁在21日隨著峰會結束而停止，但覆蓋烏鎮全區域的iWifi將在會後永久提供免費服務。而在2015年的第二届会议上，大会组织者向与会者提供了一套特殊的用户名和密码，用此用户名和密码登陆专用无线网络后，可以自由浏览包括Facebook和Twitter在内的境外社交和新闻网站。如果直接使用当地的互联网络，则依然无法浏览这些网站。

### 网警受贿案
2013年12月20日，原「海口市公安局网警支队一大队副大队长」的魏一宁因为受贿赂因被海口市龙华区法院一审判处10年有期徒刑。「行贿者」是来自全国6省11地市公安机关的11名网警。法院认为，魏一宁利用自己监控网络舆情的工作便利，先后280多次帮助外地网警删除当地政府机关的负面帖子，并收受贿赂共计709980元。

### 區域性封鎖及限制

#### 新疆
- 在2009年7月6日到2010年5月13日期間，受乌鲁木齐七五事件影響，連接新疆的互聯網線路被切斷。[208][209]2010年5月14日，新疆自治区党委、人民政府决定全面恢复互联网业务，至此新疆结束了自七五事件开始以来近一年的互联网的使用限制[210]。
- 在2015年11月巴黎襲擊事件後，在新疆「没有对手机号码进行身份登记的人；使用虚拟专用网（或称VPN）避开被称为“防火长城”(Great Firewall）的中国互联网屏蔽系统的人；再就是下载了国外即时通讯软件，比如WhatsApp或Telegram的人」會被停止服務，並需要到當地派出所登記以進行解鎖。[211]
- 2017年-2019年3月，可能受局势影响[212]，包括乌鲁木齐在内的大部分新疆城市对疆外互联网用户仅支持3G网络[213]，百度网盘至少在2022年更是对新疆IP停止服务[214]。

### 時間限制
在重要群體/政治/社會事件發生前後或相應週年紀念日前後，個別網站會暫時受限。例如2017年10月（恰逢中国共产党第十九次全国代表大会），腾讯的即时通讯软件QQ与微信以“系统维护”为由禁止用户更改昵称、头像和个性签名，Bilibili等平台的弹幕功能亦会被短期封锁。
因六四事件，每年的6月3日-5日，主流社交媒体如QQ、微信、Bilibili、新浪微博、抖音、快手、小红书、知乎等均以“系统维护”或“系统升级”为由禁止用户更改头像及昵称。而若在微信群上发如"0.64"、"0.89"、"64.89"、"89.64"等金额的红包，均会显示“系统繁忙”的提示。

### 网络服务供应商自行封鎖
2012年，作為中國最主要的網絡供應商之一的中国移动，其網絡在防火长城的基础上，额外封锁“不良”网站累计超60万个，其中由中国大陆接入的成人网站占1.2%，境外接入的网站占98.8%，互联网网站占大多数，WAP网站的比例不足5%。这表示，在使用移动宽带时将会有更多的大陆、港澳台及海外网站无法访问，但是在其它ISP的网络下则能正常访问。

## 立场及观点

### 中国政府
中国政府对于封锁海外网站的行为或设备从来没有主动地公开承认，不会告知任何理由，也不会提供任何公开的申诉途径。对于某个网站为何被封，具体负责实施封锁行为是哪个政府部门主管，民众无从得知。与伊朗、土耳其等其他同样存在网络封锁的国家主动告知用户网站被封锁的做法不同的是，在中国大陆地区，当互联网用户登录被封锁的网站时，只会显示“连接超时”、“连接被重置”、“网页无法显示”等一般的浏览器错误信息，看上去像是一般的电脑或者网络问题所致（比如下面给出的参考资料）。具有经验的网民知晓原因，因此一部分网民会使用翻墙手段来访问这些网站。
- 2001年10月17日，众多参加APEC的记者抱怨，他们在新闻中心无法到一些台湾媒体和外国媒体的主页，例如美国之音、英国广播公司、《华盛顿邮报》、《纽约时报》等网站。时任中国外交部发言人章启月说，作为这次会议筹委会秘书处的发言人，她对此无法置评。法新社报道引述章启月的话说，“也许互联网数据交换出了问题，我不知道”引来记者一阵笑声。不过她表示，政府利用防火墙管制互联网是很正常的做法。她说，互联网有很多好处，但是也有不利的影响。随后，《华盛顿邮报》和CNN等部分媒体的网站被暂时解禁。[221]

基于中国的媒体审查制度，一般情况下的中国媒体不会获准报道有关中国网络审查的新闻或报道。
- 2006年2月14日，对某些国外网站被封的说法，時任国务院新闻办公室网络局副局长刘正荣称这些网站刊登了违反中华人民共和国法律的内容。他说：“有些境外互联网网站刊登了违反中国法律的内容，主要是淫秽色情或恐怖内容，中国通过互联网服务提供商采取了必要措施，这是可以理解的和必要的”。并强调，“中国没有针对某一国家或某一网站实施特别标准，中国采取这些措施的信息也是透明的。在中国不能浏览的境外网站数量是非常少的，中国与境外的信息沟通是顺畅的，境外知名网站都是可浏览的。亦没有任何人仅仅因在互联网发表言论而被捕。”[222]但在中国大陆地区，诸多世界百大网站均不能直接访问，其中包括视频网站YouTube、社交网站Facebook、微博客Twitter、在线百科Wikipedia等。
- 2006年10月25日，时任新闻办公室主任蔡武于美国华盛顿发表了争议性言论，称「中国是自由、民主、法治国家，也是全世界互联网最自由的国家」等争议性言论，相对于其的官员身分与高层代表，引起多年来各界人士、诸多官员、媒体和民众的热议与批评至今仍未止息。[223]
- 2008年3月18日，时任中共中央政治局常委、国务院总理温家宝指出：“网络技术的发展，助推中国的民主与法治，是不争的事实。表达自由是人的自由重要的方面，若公民表达的内容不能畅通地传递到政府决策层，那么依据失真信息作出的决策，往往会违背良好的初衷。去年福建厦门市在PX项目能得到妥善解决，市府和市民最终达成一致。首先是因为民众的意见能够得到较为自由、畅通的表达，真实全面的信息传输到决策层，而决策层又真正重视了民意，才做出了正确的决断。我们设想一下，如果厦门市民不能真实地表达意见，或者表达后有关部门置若罔闻，那么恐怕不是大禹疏导洪水那样的后果，而是像他父亲鲧用息壤围堵助长洪水肆虐”。[224]
- 2008年3月15日，YouTube被防火长城屏蔽，时任国务院新闻办公室副主任蔡名照當時否认知道屏蔽之事，并保证展开调查。[225]
- 2008年12月，大量在奥运期间被解封的网站重新遭到屏蔽，如《纽约时报》。时任外交部发言人刘建超表示，中国总体上是采取对外开放的政策，但是中国和其他国家一样，对于网站还是要依法做必要的管理，某些网站确实存在违反中国法律的事情。至于是什么网站和具体违反了什么法律，他没有说明。[226][227]
- 2009年3月23日，YouTube再次不能访问，但是外交部发言人却拒绝直接回应此事，并称“中国政府不害怕互联网”。[228][229][230]随后网站被解封。3月29日，YouTube再次被屏蔽。有外国记者向外交部再次询问为何再次被封时，时任发言人秦刚说：“至于能看什么，不能看什么，能看的就看，不能看的就别看。”[231]
- 2009年6月2日，发言人秦剛在回答為何「自由亞洲電台」的廣播及網站受到干擾和封鎖時，秦剛說：「你所提到的那個電台長期以來一直從事干涉中國內政活動，對此我們堅決反對。」當英國廣播公司記者問道，BBC的訊號也遭到封鎖，封鎖的原因是否與自由亞洲電台相同時，秦剛說：「我不了解你所提到的有關情況，你也沒必要對號入座。」「你如果對號入座的話，那問題就嚴重了。」[232]
- 2009年8月6日，《中国国防报》发表文章指责Twitter、Flickr、Facebook和YouTube是“西方敌对势力”的宣传与颠覆工具，并称“要加快提高网络隔绝、屏蔽、锁定和反击网上攻击的能力”。[233][234][235]
- 2009年11月16日，美国总统奥巴马访问中国，在上海与中国青年对话时谈到中国的互联网审查，他说：“我一直是支持互联网开放，不赞成内容审查，不同国家有不同的传统，不过我可以告诉你们，在美国我们拥有自由的网络，也就是无限制上网，就是社会力量的来源，我认为这应该受到鼓励。」当时的官方媒体新华网做了同步文字直播，文章被四大门户网站刊登并被其他中国资讯网站广泛转载，但此新闻在27分钟之后即被新华网移除，其他门户网站的相同文章也被要求删除。[來源請求]中共中央宣传部也下令各报需一律刊登新华网通稿，中国中央电视台当日只简单报道了奥巴马抵达北京的消息，并没有提到他在上海的讲话。而《人民日报》网上版简短地总结奥巴马告诉全场观众，网络「具有帮助传播信息的强大力量」，但他对网络监控的报道就只字未提。[236][237]当天，平时遭到长期封锁的海外新闻网页在上海地区被短暂解封，直至他离开。[238]
- 2011年10月20日，美国驻WTO大使要求中方大使解释限制互联网的原因，中国外交部称限制互联网是依法管理。[239]
- 2012年12月15日，《人民日报》发表专文《网络充斥低俗文化，只有管控才能解决》，文章称政府必须管制审查网络媒体。[240]12月18日、19日，中国中央电视台连续播出《人民日报》、《光明日报》的文章《网络不是法外之地》、《要为网络世界设定法治底线》，事前由人民日报、新华社、光明日报刊布，官方表态要加强立法，监管“不良信息”。[241]
- 2014年6月，被喻為中國互聯網守門人的魯煒（時任国家互联网信息办公室主任兼任中央外宣办、国务院新闻办副主任）在英國倫敦的一次貿易會議上，為中國需要進行更嚴格的網絡控制進行辯護。同年10月，在北京的一次新聞發佈會上，他表示，Facebook不能指望在中國不受限制地營運。魯煒說：「我既沒有說它不可以進入中國，也沒有說它可以進入中國。外國互聯網企業進入中國，我們的底線就是要符合中國的法律法規。我們現在不能允許的是，既占了中國市場，掙了中國的錢，還來傷害中國。」[242]
- 2015年12月，在第二届世界互联网大会前夕的新闻发布会上，鲁炜在回答记者提问时表示，“删贴有几种情况，一是网民举报，每天多则几十万、上百万；还有网站删除违反中国法律、伤害未成年人成长的有关有害信息；当然，也有政府管理部门要求查删，这个查删的标准就是不能违反中国法律法规，不能侵害他人合法权益，特别是不能危害未成年人的成长。”“中国有400万家网站，有将近7亿的网民……每天产生300亿条信息。任何一个国家和组织，都不可能对这300亿条的信息进行审查。所以，你们说‘内容审查’这四个字是用词不当，但是没有‘内容审查’不等于没有管理。”“我们不欢迎那些挣了中国钱、占了中国市场，还诬蔑中国的人。就像每一个家庭，都不欢迎不友好的人来做客一样。”[243]
- 2020年3月，中华人民共和国中央党校教授的戴焰军认为，「中国政府对互联网的管理是全面的、多方位的，打击色情网站和黄色信息只是其中一部分。“从更高的层面来看，中国政府充分认识到互联网对社会的巨大影响，因而会更加重视对互联网的管理。”，互联网的虚拟性与扁平性也使得网络成为各种虚假信息的“高效”传播渠道，助长不法行为滋生，对社会的和谐与稳定带来威胁。通过网络、手机等手段传播虚假、“有色”信息，混淆视听，会引发社会秩序的混乱，影响人们的正常生活。从维护社会稳定和人的根本利益出发，国家对网络的适当管理是合法的、合理的、必要的。确保网络信息传播秩序合法有序，是维护网络安全的关键环节。他要求有关部门加强对网络传播秩序的依法监管，严肃查处违法违规网络传播行为。」[244]
- 2022年11月末，随着“白纸革命”在中国多地的爆发，网信办再一次加强了对翻墙软件的封锁，PandaVPN等多家曾长期服务中国大陆用户的翻墙软件先后无法在中国大陆正常使用。

### 反對或是質疑者
不少法规招致批评与反对，公安部33号令第五条认为“通过互联网阅读不法内容”为非法，由此导致两名浏览黄色网站的人员被公安部门抓捕和处罚，但色情內容卻是普通人的正常需求，任意封禁可能會引發社會問題，故这一事件引起激烈争论。
- 2007年下半年开始，中国大陆开始陆续封锁台湾博客网站，至今前几大网站无一幸免。不过台湾的业者表示，其实台湾的部落格网志多半讨论娱乐、运动、旅游、美食等生活议题，很少讨论政治。他们不理解中国大陆政府的做法。2008年1月4日，時任中華民國行政院大陸委員會发言人劉德勳表示，中国大陆政府封锁台湾网站是把双刃剑，伤害到海峡两岸人民的利益；他还批评中国政府不以健康、正常的态度对待网络，封锁网站也多半不给理由，这也伤害中国大陆的网络发展。據陸委會文教處2012年的資料顯示，在2011年剛開始招收陸生時，大陸學生幾乎連不上陸生聯招會（大學校院招收大陸地區學生聯合招生委員會）的網站，許多陸生當時得靠「翻牆」軟體才能閱讀相關資訊。文教處處長華士傑呼籲大陸不應該在網路方面做太多管制，才能讓大陸學生來台灣求學之前，獲得多元豐富的資訊。[246][247]
- 2007年11月，維護中國人權組織（China Internet Report in Chinese）的一名化名为陶西喆的中国网络技术专家撰写了关于中国网络审查的长篇报告《揭开中国网络监控机制的内幕》，作者出于可能的危险担忧保持匿名[248]。这份报告篇幅共三十二页，作者通过亲身经历和第一手资料，以“国家网络管理机构控制网络的方式”、“通过行政指令进行的日常控制”和“网络商采用‘关键词’禁制、协助监控”三大部分，描述了中国各级政府部门，以严厉高效缜密的方式控制互联网上的信息流通。同时还介绍了中国网络控制的几大特点和如何突破网络控制。
- 2010年1月24日下午，网民在Twitter上发起一个倡议：希望推友使用标签“#GFW”发表对信息审查和封锁的看法，并向更多的人介绍什么是GFW。在Twitter网站的趋势榜上，“#GFW”标签当天曾达到第二位，大多数推友对GFW持谴责态度。[249]
- 2010年谷歌退出中国大陆事件中，方滨兴多次出面为中国网络审查等制度辩护。同年12月22日，方滨兴在新浪微博注册帐号，并取得新浪的实名认证。但开通后即遭大量网友戏谑或质问政府对信息的封堵，表达对中国政府筑下防火长城的不满。新浪方面则删除大量网友的评论，随后方滨兴关闭微博。[250][251]2011年2月，方滨兴在接受《环球时报》英文版采访时称在自己的家用电脑上有6个VPN用以测试防火长城。被问到防火长城是如何运作的时候，他表示那是“国家机密”。文章发表后引起强烈反响。[252]同年5月19日，其在武汉大学讲演时遭抗议者扔鞋并被击中，其中一只鞋砸中方的胸部，抗议者另外所扔的另一只鞋及投掷鸡蛋则并未击中。[253]
- 2011年5月18日，八名美国纽约居民向曼哈顿地方法院提出诉讼，控告百度和中国政府封锁和审查网页。起诉书中称，百度是中国政府政策的代理人和执行者，在网上封锁提及1989年民主示威的信息，使原告的有关文章和视频无法作为搜索结果显示。原告认为，审查制度侵犯了美国宪法、纽约宪法和法律赋予他们的权利，因为在美国的网上搜索也受到了影响。原告提出了1600万美元的赔偿要求。百度发言人拒绝置评。[254]中国外交部指，中国政府鼓励和支持互联网发展，依法保障中国公民言论自由。中国政府依法管理互联网符合国际通行做法，属于主权行为，根据国际法，外国法院没有管辖权。[255]
- 2013年1月30日，无国界记者公布全球新闻自由指数年度报告，中国排名全球倒数第七位，报告指出：“中国在相关领域仍然‘没有出现任何改善迹象’，仍有大批记者和网民遭到关押，从而成为世界上‘最大的网民监狱’。”[256]
- 2013年2月15日《华尔街日报》报道，防火长城的关键字过滤和经常干扰VPN的行为使众多国际跨国企业在中国大陆经常遇到网络难题[257]。
- 2015年5月，北京外国语大学传媒副教授乔木说：中国对互联网愈加严厉的管控，只会逼迫原来不想介入政治的一些网民群体走上街头，推动政府的垮台。[258]
- 2015年10月，美国人权组织“自由之家”发布的报告显示，全球的互联网自由状况连续第五年恶化，在其调查和评估的65个国家和地区中，中国是互联网最不自由的国家，这归源于在现任中国共产党中央委员会总书记习近平将“互联网主权”作为执政重点之一之后，中国加大了网络控制的力度。[259]2015年10月底，自由之家发布年度报告，指中國的網絡自由度在全球排名倒數第一。[260]
- 2016年5月底，在北京召開的兩院（中国科学院和中国工程院）院士大會上，不少院士抱怨網絡封鎖不仅對科研人員不利，對科學發展不利，也對國家形象不利。故他们請求中国大陆豁免學術網的网络访问限制，對不涉及危害國家安全、顛覆國家政權內容等敏感內容的純學術網站予以區別對待[261]。
- 纽约时报2018年11月的一些文章認為，中國網路審查造就了網路巨頭，但自我審查的言論環境過度反應，漸漸干擾了正常的討論，會使民族主義越來越嚴重，進一步惡化為社會問題[262][263]。
- 2019年9月，《環球時報》總編輯胡錫進在微博抱怨國慶將近網絡審查過於嚴格，訪問外國網站極其困難，甚至對《環球時報》的工作造成影響。該篇文章其後被刪除。[264]
- 2020年5月，《环球时报》主编胡锡进反对将翻墙了解信息定性为“违法”并处罚，他认为，防火墙存在有现实必要性，但人们出于各种原因“翻墙”也应被视为是合理的[265]。

## 对國際網際網路的影响
2010年3月26日，防火长城被发现劫持了位于中国的DNS根服务器，从而导致对被屏蔽网站的错误DNS回复污染了国际互联网。
2025年2月25日一个研究防火长城的组织GFWreport发布研究报告，一个名为Wallbleed（墙出血）的缓冲区过度读取漏洞，该漏洞存在于中国防火长城的DNS注入子系统中。Wallbleed导致某些影响全国范围的审查设备在处理特制的DNS请求时会泄露至多125字节的内存数据。该漏洞至少持续了两年，直到2024年3月漏洞才得到彻底修复。这导致了互联网用户的Cookie、密码在内的隐私数据遭到泄漏，甚至一些中国以外的流量可能已暴露于Wallbleed所代表的隐私风险中。

## 軼聞
2010年4月11日，日本AV女優蒼井空和紅音螢在Twitter的帳號被中國網民發現，隨後被《東莞時報》報導並被其他媒體廣泛轉載，大批網民突破防火長城的封鎖，登錄Twitter并关注她的帳號。此事件也使許多“翻牆”技術在大陸網民中傳播開來。

## 国家网信办政策与禁令
中国大多数互联网用户对网信办感到不满，并将其与中国的其他言論審查機構戲稱為“真理部”。
2015年1月，网信办发布了一首名为《网信精神》的歌，被纽约时报称为“倒回颂扬政权的革命歌曲”。
网信办曾被指控策划对国外企业的网络攻击。2015年，反审查团体GreatFire提供了数据和报告，调查对多个国外网站的中间人攻击，包括iCloud、Yahoo!、微软和Google，认为只有网信办有“在中国骨干网进行全国范围内的攻击”的能力。Gibson 研究公司认为2015年对GitHub的DDoS攻击和网信办的行动有关。攻击中百度广告的JavaScript脚本被劫持，转移国外访问者的流量到GitHub网站，来使其过载。Gibson 认为：“劫持发生在流量进入中国和流量到达百度服务器之间部分...这和过去的恶意行为一样，显示网信办与之直接相关。”
ProPublica和纽约时报在2020年的调查发现网信办系统地在社交媒体上审查关于新冠肺炎爆发的消息，对李文亮的提及，并“安排了大量网络评论员，使用无关的闲聊来转移注意。”

### 2020年
- 下架《瘟疫公司》：2020年初，中华人民共和国境内新型冠状病毒疫情恶化时，网信办在控制在线舆情的同时，命令App Store将游戏《瘟疫公司》下架，而并未说明其违反什么法律法规[279]。

## 经济影响
据英国广播公司报道，全球最大的互联网企业之一的百度，腾讯和阿里巴巴等中国本土企业，得益于中国阻止国际竞争对手进入市场，鼓励国内竞争的方式。
根据《金融时报》的报道，中国对VPN门户网站的打击已将业务带给了国家认可的电信公司。路透社报道说，中国的国有报纸已经扩大了其在线审查业务。该公司2018年的净收入增长了140％。其在上海上市的股票价格在2018年上涨了166％。
| 国际服务                                                  | 中国服务                            |
| --------------------------------------------------------- | ----------------------------------- |
| WhatsApp                                                  | 微信                                |
| Facebook                                                  | 微信朋友圈                          |
| YouTube                                                   | 哔哩哔哩 优酷 爱奇艺 腾讯视频       |
| X（Twitter）                                              | 新浪微博                            |
| Google Startpage                                          | 百度                                |
| Reddit                                                    | 百度贴吧                            |
| Wikipedia                                                 | 百度百科 求聞百科                   |
| Facebook Messenger Telegram                               | QQ                                  |
| Quora                                                     | 知乎                                |
| Niconico                                                  | 哔哩哔哩 AcFun                      |
| Instagram                                                 | 小红书                              |
| Tiktok YouTube Shorts                                     | 抖音                                |
| Apple Music Spotify YouTube Music SoundCloud Deezer KKBOX | 网易云音乐 QQ音乐 酷狗音乐 酷我音樂 |
| Amazon Prime Video Disney+ Netflix                        | 优酷 爱奇艺 腾讯视频                |

## 相关作品

### 电影
- Pilger, John. (Director). (2007 ). The war on Democracy [motion pictures]. United States: Bullfrog Films

### 研究论文
- Chen, Yuyu, and David Y. Yang. 2019. "The Impact of Media Censorship: 1984 or Brave New World?" American Economic Review, 109 (6): 2294-2332.

### 官方网页
- 《中國互聯網狀況》白皮書（页面存档备份，存于）
- 全国人大常委会关于维护互联网安全的决定（页面存档备份，存于）
- 中国网络管理现状调查（页面存档备份，存于）
- 中国数字时代网络审查专题（页面存档备份，存于）
- 公安部网络安全保卫局网络违法犯罪举报网站（页面存档备份，存于）

### 第三方
- greatfire（页面存档备份，存于）：用户提交内容后，greatfire自动收录并监测GFW屏蔽的关键字和网站，并列表。
- 揭开中国网络监控机制的内幕_無國界記者組織2007（pdf格式下载（页面存档备份，存于））- 中国网络监控报告之一
- 政府如何监控我们的电子网络通讯？（页面存档备份，存于） - 中国网络监控报告之二
- 官民争夺网络空间又一年（页面存档备份，存于） - 中国网络监控与反监控年度报告（2007）
- 中国数字时代－网络审查专题（页面存档备份，存于）
- 《删帖封禁——中国政府对社交媒体的管制》 （页面存档备份，存于） — Pen America

### 新闻报道
- （英文）The Development and the State Control of the Chinese Internet by Xiao Qiang, Director, China Internet Project, The Graduate School of Journalism, University of California at Berkeley,2005年4月14日
- （英文）（页面存档备份，存于） report on blogging in China,2006年3月16日
- （英文）Behind China's internet Red Firewall（页面存档备份，存于）BBC，2002年9月3日
- （英文）China's Internet Censorship（页面存档备份，存于）2002年12月3日
- （英文）Cherry, Steven (2005). "The Net Effect: As China's Internet gets a much-needed makeover, will the new network promote freedom or curtail it?". IEEE Spectrum Online (2005).
- （英文）Tao, Wenzhao (2001). "Censorship and protest: The regulation of BBS in China People Daily（页面存档备份，存于）". First Monday, v.6, n.1（2001年1月）.
- （英文）Walton, Greg.  China's Golden Shield。International Centre for Human Rights and Democratic Development, 2001.
- （英文）Tsui, Lokman (2001). "Big Mama is Watching You: Internet Control by the Chinese government". Unpublished MA thesis, University of Leiden.
- （英文）Internet Filtering in China in 2004-2005: A Country Study，from the OpenNet Initiative.
- （英文）CHINA: Government blocks religious websites（页面存档备份，存于） Forum 18 News,2004年7月21日
- （英文）The Click That Broke a Government's Grip（页面存档备份，存于） The Washington Post,2006年2月19日
- （英文）Clayton, Murdoch, and Watson (2006). "Ignoring the Great Firewall of China（页面存档备份，存于）". Privacy Enhancing Technologies Workshop, Cambridge, UK. To appear in workshop proceedings.
- （英文）Crandall, Zinn, Byrd, Barr, and East (2007). "ConceptDoppler: A Weather Tracker for Internet Censorship（页面存档备份，存于）". ACM Conference on Computer and Communications Security, Alexandria, VA, USA. To appear in conference proceedings.
- （英文）China: We don't censor the Internet. Really（中国：真的，我们没搞网络审查）
- （英文）China's battle to police the web（页面存档备份，存于）BBC
- （繁體中文）中共：我們真的沒有檢查網路啦
- 博谈网｜十年如一日 记录中国审查互联网的历史（页面存档备份，存于）
- （英文） Pascal Fletcher. (2012) Smart sanctions can support democratic change: U.S. Retrieved from http://www.reuters.com（页面存档备份，存于）